# 13 г. пр.н.е.
13 (тринадесетата) година преди новата ера (пр.н.е.) е обикновена година, започваща в петък, събота или неделя, или високосна година, започваща в петък или събота по юлианския календар.

## Събития

### В Римската империя
- Консули на Римската империя са Тиберий Клавдий Нерон и Публий Квинкцилий Вар.
- Император Август и Марк Випсаний Агрипа се завръщат в Рим.
  - Върховната власт на Август над провинциите (maius imperium proconsulare) е подновена за нови пет години.[1][2]
  - Агрипа получава възобновяване на трибунската си власт (tribunicia potestas) за нови пет години и върховна власт над провинциите (maius imperium proconsulare) за първи път.[1][2][notes 1]
- Сенатът поръчва изграждането на Олтара на мира в чест на триумфалното завръщане на Август от Испания и Галия.[3]
- Нерон Клавдий Друз е назначен за управител на трите провинции в Галия.[2]
- Агрипа получава командването на Панонската война.[4]
- Открит е Театърът на Балб. Събитието е придружено с голяма помпозност и специално провели се игри, въпреки че точно тогава разлелите се извън коритото си води на река Тибър затрудняват достъпа до театъра, а самият Балб е принуден да го достигне с помощта на лодка.[5]
- С пищни игри, спонсорирани от Август, в Рим е осветен и открит Театърът на Марцел.[6][notes 2]

#### В Тракия
- Предвожданото от жреца Вологез племе беси въстава и в битка нанася поражение на тракийския цар Реметалк I, който е принуден да се укрива в Тракийския Херсонес. Намиращият се по това време в Памфилия Луций Калпурний Пизон е натоварен да потуши бунта, но борбата с въстаниците е тежка и продължава около три години.[7][8][notes 3]

## Родени
- Юлий Цезар Друз, единствено дете на Тиберий и неговата първа съпруга Випсания Агрипина († 23 г.)
- Ливила, дъщеря на Друз Старши и Антония Младша († 31 г.)

## Починали
- Марк Емилий Лепид, римски политик, триумвир и Понтифекс максимус (* ок. 89 г. пр.н.е.)[notes 4]
- Павел Емилий Лепид, римски сенатор, (* ок. 77 г. пр.н.е.)